# Synoda (2018)
XV. řádné valné shromáždění biskupského sněmu (pod názvem „Mladí lidé, víra a rozlišování povolání“) je synod, který se konal v římskokatolické církvi v roce 2018. 

## Průběh
Synoda se konala ve dnech 3. – 28. října 2018 a jejímž tématem byli mladí lidé, víra a rozlišování povolání. Jejím cílem bylo: „Doprovázet mladé lidi na jejich životní cestě ke zralosti, aby v procesu rozlišování mohli objevit svůj životní projekt a s radostí ho uskutečnit, otevřít setkání s Bohem a s lidmi a aktivně se podílet na budování církve a společnosti.“ Závěrečným dokumentem této synody byla apoštolská exhortace Christus Vivit.